# 安藤定実
安藤 定実（あんどう さだみ、1944年5月27日 - ）は、日本の元オートレース選手。鹿児島県出身。5期、飯塚オートレース場所属。

## 選手データ
- プロフィール
  - 選手登録 1967年2月16日
  - 身長　166.3cm
  - 体重　56.7kg
  - 血液型　A型
  - 趣味　魚釣り

- 戦歴
  - 通算優勝回数：26回
  - グレードレース（SG,GI,GII）優勝回数：2回
  - GI優勝回数：1回
  - GII優勝回数：1回

- 受賞歴
  - 特別賞：1回[1]

## 略歴
- 1967年 飯塚オートレース場にて5期生としてデビュー。同期に柴田日出喜(引退)など。
- 1978年 GII 秋のスピード王決定戦（飯塚） 優勝
- 1988年 GI 開設記念レース（飯塚） 優勝
- 2014年4月25日、「第33回SGオールスターオートレース」（川口オートレース場）の初日第6Rにて、1着となりSG最年長勝利記録を69歳333日（当時）と更新。3日後の4月28日、第3Rにて1着となりSG最年長勝利記録を69歳336日（当時）と更新
- 2015年1月19日、「平成26（2014）年オートレース表彰選手」にて、特別賞を受賞
- 2015年4月29日、「第34回SGオールスターオートレース」（浜松オートレース場）の最終日第3Rにて、1着となりSG最年長勝利記録を70歳337日と更新。
- 2020年8月9日、選手登録消除[2]

## 人物
競走車名はS・パルコ、SPパルコ、Vパルコなど。
1981年の第13回日本選手権オートレースで優勝争いを演じ、3着に入線した実績を持つ。
2010年に開催されたGIIレース、オーバルチャンピオンカップにおいて優勝戦に進出。
飯塚では人気の高い選手の一人であり、全国成績上位選手の中からファン投票により出場権を決定されるオートレースの最高グレードレースのひとつであるオールスターオートレースにはほぼ毎年選出されていた。2015年のオールスターオートレースでは最終日に逃げで1着を記録し、自身の持つSGレースでの最高齢勝利記録を70歳337日に更新した。
2017年8月10日、飯塚オートレース場の普通開催第4Rで落車し頸椎骨折。以降、リハビリを続けていたが、2020年8月、本人の申し出による登録消除で53年にわたるオートレーサー生活に幕を下ろした